# 阿尔及利亚审查制度
阿爾及利亞新聞從業員的工作環境自1962年該國獨立幾經轉變。1990年後，規範媒體的法律被廢除，容許較大的新聞自由。不過，隨着內戰於1990年代爆發，有逾70名新聞從業員被軍隊或伊斯蘭份子殺害。1993至1998年期間阿爾及利亞有60名新聞從業員被殺。

## 1990至2000年
總統阿布杜拉齐兹·布特弗利卡下令幾份報紙停刊，並將部分媒體工作者投入監獄，如晨报的總監和一本批評布特弗利卡的傳記作者穆罕默德·邦希库，又將記者驱逐出境，多數留落法國。
過去五年，無國界記者給予該國的新聞自由指數約為40，指數近年上升，反映新聞自由度下降。法國親共報章《人道报》及無國界記者均對傳媒工作者Mohammad Benchicou因揭發當地貪污而被捕入獄予以譴責。他於2006年獲頒國際筆會自由寫作獎。
阿爾及利亞因打擊新聞自由而備受批評。報章论坛报在1996年突然停刊。部分網誌在2006年3月被過濾。報章国家报更受到攻擊；根據無國界記者和保護記者委員會，該報記者成為政府軍隊和伊斯蘭叛軍的攻擊目標。報章自由报和晨报的記者被迫流亡至法國。

## 2007年2月關於失蹤者的論壇
阿爾及利亞當局禁止2007年2月7日舉行的題為Pour la Vérité, la Paix et la Conciliation（為着真實、和平和重聚）、由CFDA（Collectif des familles de disparus en Algérie，阿爾及利亞失蹤者家人團體）、SOS Disparus、Djazairouna、ANFD（Association nationale des familles de disparus）的關於內戰時失蹤人口的論壇。國際組織包括國際人權聯合會、世界反酷刑組織及废止酷刑基督教行动（ACAT-France）對「使反對者失蹤」這種在1990年代內戰時出現的另類新聞審查予以批評。 該國於2006年9月29日執行和平和國家和諧憲章意圖為內戰畫上句號，但被批評是為免去戰犯暴行責任的手段；反對憲章的律師和人權份子被政府留難，包括被捲入訴訟等。

## 參閱
- 阿爾及利亞歷史
- 阿爾及利亞政治
- 新聞自由
- 阿爾及利亞人權狀況

## 外部連結
- Censorship in Algeria - International Freedom of Expression Exchange（英语：International Freedom of Expression Exchange）（IFEX）
- Banned Magazine, the online journal of censorship and secrecy